# Acidia cognata
Acidia cognata är en tvåvingeart som först beskrevs av Christian Rudolph Wilhelm Wiedemann 1817.  Acidia cognata ingår i släktet Acidia och familjen borrflugor. Arten är reproducerande i Sverige. Inga underarter finns listade i Catalogue of Life.

## Bildgalleri

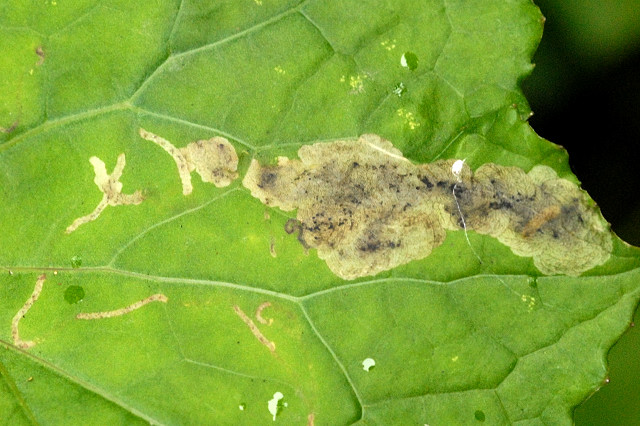